# Nadezhda Igorevna Lipes
Nadia (Sarah-Beila) Ihorivna Lipes (en ucraniano: Надія Ігорівна Ліпес, en ruso: Надежда Игоревна Липес) (nació 24 de diciembre 1976, Balaklia, RSS de Ucrania, Unión Soviética) es una escritora, historiadora, guía turística autorizada y una de los principales genealogistas del espacio postsoviético.

## Biografía
Nacida en una familia judía, en 1997 emigró a Israel. Estudió en la Universidad Internacional de Salomón, donde estudió judaísmo y sociología. En 2004 regresó a Kiev y trabajó como inmobiliaria antes de la crisis financiera. En 2008 fundó cursos para guías judíos en Ucrania, desde 2009 organiza el turismo y trabaja con documentos de archivo, buscando y restaurando datos genealógicos. Da conferencias en Ucrania y en muchos otros países del mundo, en particular en Estados Unidos, Israel, Alemania. Sabe hebreo, ruso, ucraniano, español e inglés.

### Ocupaciones
Desde 2007 se dedica a la protección y documentación de antiguos cementerios judíos, autor de numerosas fotografías de lápidas judías de valor histórico, cultural y artístico. Autor de numerosos estudios de documentos de archivo. En 2013, en los Archivos Estatales de la región de Kiev, descubrí listas de judíos en Yustingrad que fueron víctimas de pogromos, y sus antepasados también estaban entre las víctimas.
También es autor de numerosos materiales sobre la historia de los judíos en el Imperio ruso y Ucrania, estudios sobre los pogromos judíos durante la revolución y la Guerra Civil en Ucrania. Fundadora y autora de un sitio conmemorativo con una lista de víctimas de pogromos, que ella financia con sus propios gastos.
Restaurado o complementado las genealogías de Dustin Hoffman, Isaak Bábel, Leonid Utiósov, Vladímir Vysotski, Mishka Yaponchik, David Margolin, David Hofstein, Simcha Lieberman, Menachem-Mendel Schneerson y otras personalidades famosas. Ella indexó más de un millón de registros de archivo de la época del Imperio Ruso relacionados con la genealogía judía de los archivos de Ucrania, y los publicó en línea.
En septiembre de 2017, participó en la conferencia del programa internacional «Foro de Riga — Holocausto y radicalismo contemporáneo» en Riga con más de 100 participantes de 17 países. En julio-agosto de 2019, habló en la Conferencia Internacional sobre Genealogía Judía en Cleveland. En el verano de 2020, participó en la inauguración de un monumento conmemorativo a los que murieron en Tetiiv.

### Vida personal
De 2004 a 2005 estuvo casada con Ihor Yevhenovych Branovytskyi. Vive con su segundo marido, Alexei (Elíseo), en Denia. El hijo es un militar de las Fuerzas de Defensa de Israel, está haciendo el servicio militar en la brigada Golani.

## Publicaciones
- Липес Н. И. А вы по национальности? Astroprint, 2017. ISBN 978-966-927-307-9.[17]
- Липес Н. И. Советские документы. Что, где, зачем. Astroprint, 2018. ISBN 978-966-927-348-2.[18]
- Липес Н. И. Досоветские документы. Что, где, зачем, 1786—1917. Astroprint, 2019. ISBN 978-966-927-482-3.[19]
- Липес Н. И. Погромы: неудобная правда, 1917-1921. Астропринт, 2021. ISBN 978-966-927-806-7.[20]
- Липес Н. И. «Грабармия» Деникина в записках врача Лазаря Билинкиса. Лехаим № 11 (355), 28 октября 2021.[21]
- Lipes N. I. Kiev Archives: Documentation of World War I Jewish Refugees. Avotaynu Volume XXX, Number 2, Summer 2014.
- Lipes N. I. Russian Empire Army Census of 1875 For the Territory of Ukraine. Avotaynu Volume XXX, Number 3, Fall 2014.
- Lipes N. I. Jewish Berdichev as Seen Through Two Archival Collections. Avotaynu Volume XXX, Number 4, Winter 2014.
- Lipes N. I. Archival Records from the Russian Courts, Police, Notaries and Other State Agencies. Avotaynu Volume XXXI, Number 1, Spring 2015.
- Lipes N. I. Y-DNA Helps Trace a Litvak's Roots Back to Eretz Yisrael Two Thousand Years Ago. Avotaynu Volume XXXI, Number 2, Summer 2015.
- Lipes N. I. Hidden Jewish History: The Expulsion of Jews from Kiev in 1827 and the Story of the Rabbis. Avotaynu Volume XXXI, Number 3, Fall 2015.
- Lipes N. I. Archival Records of Jewish Refugees to the USSR (1939—1940). Avotaynu Volume XXXI, Number 4, Winter 2015.
- Lipes N. I. Hard-to-Find Family History: A Story About Some «Illegitimate» Jewish Children. Avotaynu Volume XXXII, Number 1, Spring 2016.
- Lipes N. I. What May be Learned from the Personal Files of Jewish Students in the Russian Empire. Avotaynu Volume XXXII, Number 2, Summer 2016.
- Lipes N. I. Your Connection to Rabbi Levi Yitzhak from Berdichev. Avotaynu Volume XXXII, Number 4, Winter 2016.
- Lipes N. I. Developing an Index of Jewish Records for Old Kiev Guberniya. Avotaynu Volume XXXIII, Number 2, Summer 2017.
- Lipes N. I. A Journey to One’s Roots. Avotaynu Volume XXXIII, Number 4, Winter 2017.

## Enlaces
- Is Your Genealogist Certified or Certifiable?
- Judíos españoles: vuelo cancelado
- Publicaciones en el sitio web de «Lechaim»
- Alex y Nadia Lipes: «Una persona necesita raíces para sentirse segura en este mundo»
- Nadia Lipes: «Tengo una misión»
- Nadia Lipes: «Los parientes, así como los antepasados, son diferentes» (enlace roto disponible en Internet Archive; véase el historial, la primera versión y la última).
- Sarah Nadia Lipes: «Hacer que el mundo recuerde»
- Blog personal

- Datos: Q104783855
- Multimedia: Nadezhda Igorevna Lipes / Q104783855